# Serie B (película)
Serie B es una película de terror española dirigida por Richard Vogue que da tributo al cine de terror de bajo presupuesto. El rodaje se inició el 22 de agosto de 2011 y finalizó el 7 de septiembre del mismo año. El estreno en España esta todavía por determinar.

## Sinopsis
Willie Fresno, un famoso actor de Hollywood de origen rumano, vive retirado en España, con todo tipo de comodidades en una lujosa mansión, lejos de la ciudad. Su  afición es la caza. Una tarde, saliendo de cacería, se encuentra casualmente con unas chicas a quienes invita a su casa. Nadie sabe cuáles son las verdaderas intenciones ni del viejo actor ni de ellas.
Un cúmulo de circunstancias imprevistas convertirán la casa en un infierno, tanto para su propietario y sus especiales habitantes como para las chicas y sus amigos. Hechos insospechados permitirán descubrir las más bajas pasiones de cada personaje y sus historias ocultas, intentando salir con vida de la casa.

## Elenco
- Manuel Zarzo: Willie Molina
- Sonia Monroy: Lidia
- Marta Simonet: Mabel
- Roger Pera: Robin
- Cata Munar: Katy
- Nuria de Córdoba:Nina
- Jaume Fuster: Jaime

- Datos: Q6125825